# Nikolai Nikolajewitsch Januschkewitsch

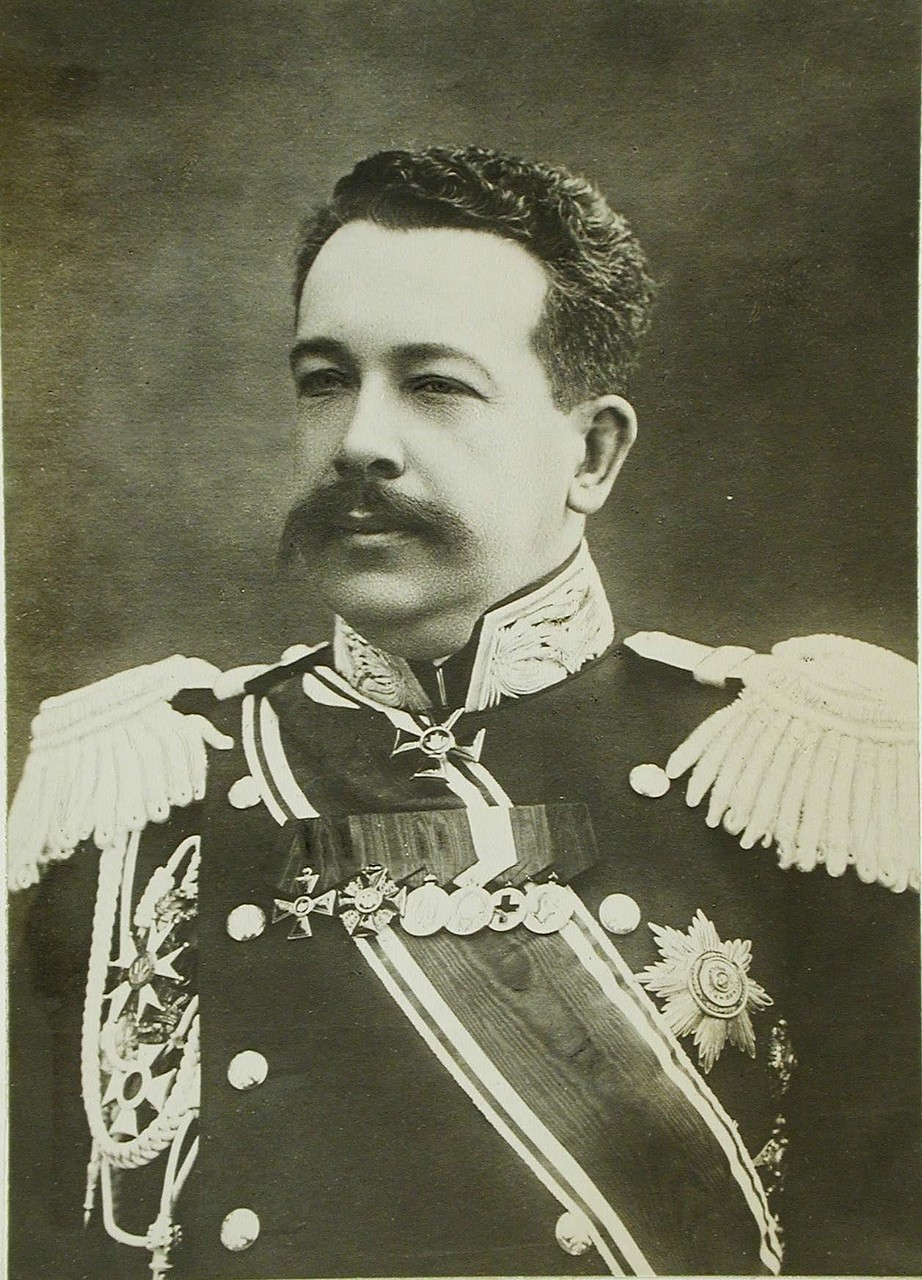
Nikolai Januschkewitsch um 1911

Nikolai Nikolajewitsch Januschkewitsch (russisch Николай Николаевич Янушкевич; wissenschaftliche Transliteration Nikolaj Nikolaevič Januškevič, * 1. Maijul. / 13. Mai 1868greg.; † Februar 1918 bei Oredesch) war ein kaiserlich russischer Offizier, seit 1914 General der Infanterie und von März 1914 bis September 1915 Chef des Generalstabes der Kaiserlich Russischen Armee.

## Leben
Aus dem Adel des Gouvernements Pskow stammend, kam Januschkewitsch in jungen Jahren zum Kadettenkorps, das er 1885 abschloss. Es folgte bis 1888 eine Ausbildung an der Michael-Artillerieschule in Sankt Petersburg, wonach er als Podporutschik zur Artillerie der Leibgarde kam. 1896 schloss er eine Ausbildung an der Akademie des Generalstabs als Stabskapitän ab und wurde in den Wilnaer Militärbezirk versetzt, wo er bis 1898 Gehilfe des höheren Adjutanten war. Nach Verwendungen im Petersburger Generalstab und im Kriegsministerium wurde er 1905 Leiter der Rechtsabteilung in der Kanzlei des Kriegsministeriums und als solcher 1909 zum Generalmajor befördert. Von 1911 bis 1913 war er anschließend Gehilfe des Leiters der Kanzlei. Seit 1910 hatte er außerdem eine außerordentliche Professur für Militäradministration an der Nikolaus-Akademie des Generalstabs inne, bevor er 1911 zum Ordinarius bestellt wurde. Anfang 1913 wurde er unter Beförderung zum Generalleutnant Leiter der Akademie.

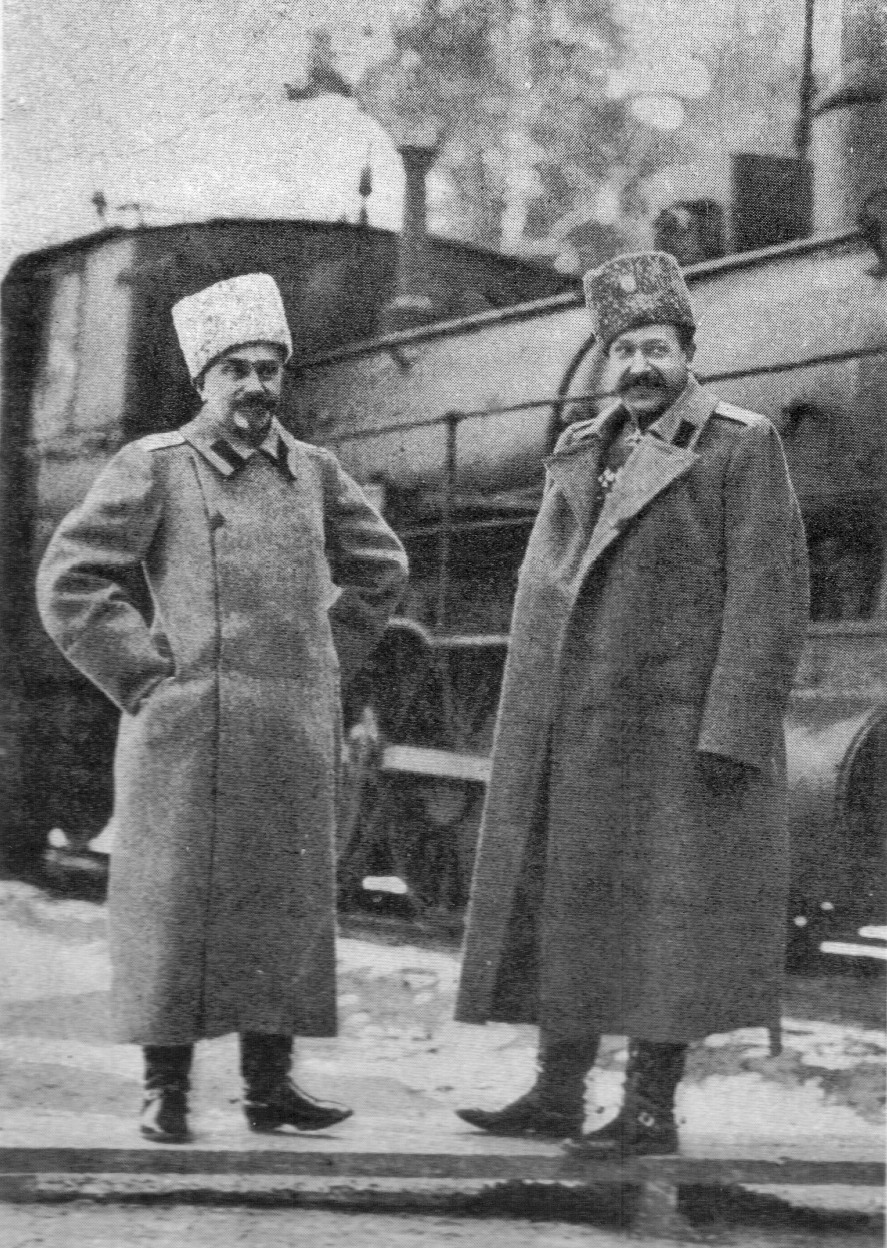
Mit Juri Danilow im Februar 1915

Im März 1914 wurde Januschkewitsch als Nachfolger Jakow Schilinskis zum Chef des Generalstabs der kaiserlichen Armee berufen. Seine Berufung kam überraschend, denn er hatte nie wirklich Truppen geführt und war ausschließlich ein Experte in Administrationsfragen. Gerüchten zufolge verdankte er seine Ernennung seinem Geschick als Höfling und der Tatsache, dass er keine Bedrohung für den Kriegsminister Suchomlinow darstellen würde. Er delegierte einen Großteil seiner Aufgaben an seinen Generalquartiermeister Juri Danilow. Mit dem Ausbruch des Ersten Weltkriegs wurde Januschkewitsch Chef des Stabes der Stawka unter dem Oberkommandierenden, Großfürst Nikolai Nikolajewitsch, dem er nach dessen Absetzung im Herbst 1915 auch in den Kaukasus folgte. Nach der Februarrevolution 1917 mit Pension und Erlaubnis zum Tragen der Uniform aus der Armee entlassen, wurde er Anfang 1918 in Mogilew verhaftet und sollte nach Petrograd verbracht werden, wurde aber unterwegs bei Oredesch getötet.